# San Ponziano (titre cardinalice)
La diaconie cardinalice de San Ponziano (Saint Pontien) est instituée le 24 novembre 2007 par Benoît XVI dans la bulle Purpuratis Patribus et rattaché à l'église homonyme (it) qui se trouve dans le quartier Monte Sacro Alto au nord-est de Rome.

## Titulaires
- Urbano Navarrete, S.J. (2007-2010)
- Santos Abril y Castelló (2012-)

### Source
- (it) Cet article est partiellement ou en totalité issu de l’article de Wikipédia en italien intitulé « San Ponziano (diaconia) » (voir la liste des auteurs).